# Emilio Martínez Cardona
Emilio Martínez Cardona (Minas, Uruguay, 13 de diciembre de 1971) es un escritor y periodista uruguayo–boliviano. Recibió el Premio Nacional de Literatura "Santa Cruz de la Sierra" en cuento, poesía y teatro. En el año 2001 fue galardonado con el Premio Municipal de Literatura de Montevideo, Uruguay, ahora denominado "Premio Onetti". En su ciudad natal, fue colaborador del diario La Unión y recibió el Premio literario "Los jóvenes también cuentan". Desde 1996 reside en Santa Cruz de la Sierra, Bolivia. 
Sus artículos se han publicado en diversos medios de prensa: La Razón, El Deber, La Prensa, eju.tv, Diario Las Américas (Estados Unidos), Libertad Digital (España), Problèmes d'Amérique Latine y  Conflits (Francia), Forbes Bolivia y La Democracia (Uruguay). Actualmente, es editor en el portal de noticias Esto También Sucede, columnista de El Día, Los Tiempos, Fundación Atlas, Publico.bo y eju.tv, además de colaborador en PanAm Post (Estados unidos). 
Es autor de los libros "Noticias de Burgundia", "Cuentos para emborrachar la perdiz", "Antiguos jardines", "Macabria y otros cuentos", "El banquete" , "Cartografías" , "Libro de los espejos", "Ciudadano X: la historia secreta del evismo", "X2: lo que Unasur no dijo", "La masacre del Hotel Las Américas", "Marea blanca", "Relaciones peligrosas", "Desde el exilio", "Tipnis: la marcha que cambió la historia", "Introducción al método de la noche", "De Orwell a Vargas Llosa", "Enero Negro", "Reinvenciones", "El Caudillo Ilustrado", "Filosofía en la hamaca", "Lo que el GIEI no dijo" y "Los 5 Mitos de Octubre".
Sobre su obra literaria, el conocido escritor y músico Leo Maslíah ha declarado que: 

La producción de Emilio Martínez en sus distintas vertientes [teatro, poesía, narrativa] conforma un valioso expediente donde el juez asignado al caso de la literatura uruguaya encontrará las pruebas no sólo de que no todo está perdido, sino también de que sus mejores filones, si estaban perdidos, han sido encontrados.

Sobre su narrativa, los críticos norteamericanos Alice Whittenburg y G.S. Evans lo sitúan entre los continuadores de Franz Kafka, Jorge Luis Borges y Kobo Abe.
Otros comentarios
Anabel Gutiérrez [El País de Madrid]: "Género muy poco común en Bolivia es el fantástico que, si bien encuentra sus primeros arranques en los cuentos de Óscar Cerruto, tiene ahora un serio representante en Emilio Martínez, con libros de vertiente borgeana".
Edmundo Paz Soldán (Premio Juan Rulfo de Cuento): "La literatura de Emilio Martínez configura un universo lúdico, poblado de paradojas circulares borgeanas, guiños cortazarianos y sonrisas de gatos de Alicia en el país de las maravillas, en un tono breve, casi aforístico, que el mejor Monterroso envidiaría". 
Ruben Loza Aguerrebere: "En un ambiente enrarecido, lejos del mundo, pero que se le parece tanto que deja a Franz Kafka como un aprendiz de la incertidumbre de la cotidianeidad, Emilio Martínez se complace en la poetización de un universo con procedimientos que están en las antípodas de un lirismo adocenado".
Keith John Richards: “Varios de los escritos de Martínez convergen en una sátira de la especie humana, el afán de poner en ridículo la vanidad de las solemnes diligencias con las que buscamos ordenar o catalogar nuestro mundo. Lo desatinado de la matemática burgundiana aparece en varias instancias junto con ejemplos de su delirante organización gubernamental (mientras la numismática es la única actividad en Burgundia ejecutada con orden y buen juicio). Burgundia es un paradigma de todo lo ridículo ejemplificado por nuestro pobre universo, una ‘jungla semiótica’ que reta todo entendimiento”.
Jaime Bayly sobre "De Orwell a Vargas Llosa" (publicado en Miami): "Recomiendo mucho este libro, son ensayos magníficos sobre las relaciones entre los intelectuales y el poder. Léanlo, es muy interesante, muy valiente y de enorme lucidez".
Carlos Alberto Montaner (también sobre el mismo libro): "Una obra clara, didáctica y ágil. Lo que plantea este autor forma parte de los grandes debates de Occidente desde el siglo XVIII: los gobiernos que intentan cooptar a los intelectuales. Son artículos centrados en el conflicto entre la intelligentzia y el poder".
Diario El Mundo (España): “Se habla de la literatura hispanoamericana como un todo, aunque se sabe que cada autor tiene su geografía, su mundo y su sombra privada. Pero siempre hay casos especiales: uno de los escritores más conocidos y publicados de Bolivia, un señor de la poesía, el relato, el teatro y el periodismo, es uruguayo. El intelectual se llama Emilio Martínez Cardona y nació, en 1971, en la localidad de Minas, capital de departamento de Lavalleja. En 1996 se trasladó a Santa Cruz de la Sierra, en Bolivia. Y allí está”.
El Enciclopedista (“Aires de renovación en la literatura boliviana”): “Emilio Martínez (1971), un poeta y cuentista uruguayo nacionalizado boliviano, tiene, en libros como Noticias de Burgundia (1999), textos que entrecruzan los universos fantásticos de Borges y Cortázar con la irreverencia y la brevedad casi aforística de Monterroso. (…) Al provenir de otras tradiciones literarias, su aparición en el panorama nacional ha enriquecido a la literatura boliviana y ha ampliado los tradicionales registros narrativos”.
Sobre su poesía han escrito Claudia Bowles y María Pía Franco: “Emilio Martínez realiza con el verso un diálogo abierto con sus influencias. En estos textos, Kafka o Borges son el interlocutor-excusa con el cual reflexiona sobre el tiempo, la realidad, la eternidad y las presencias literarias que, como un milagro, tornan la vida posible”.
Leonardo de León (Revista Iscariote, Uruguay): “Luego de la experimentación exitosa en la narrativa, Emilio Martínez Cardona se movió a las laberínticas interacciones de la dramaturgia. El Banquete (2004), demuestra las mismas facultades imaginativas y las mismas temáticas que, en la mente del autor, parecen cobrar dimensiones infinitas. Ignorando la postura antialegórica de Benedetto Croce y adoptando un posicionamiento chestertoniano opuesto, la alegoría se hace presente. El Banquete recoge el artificio de Beckett y, por momentos, lo supera”.